# Izabella I (królowa Armenii Mniejszej)
Izabella I (ormiański: Զապել) – (1216 – 1252) królowa Armenii Cylicyjskiej z dynastii Rubenidów panująca w latach 1219 – 1252. Leon I, który przed śmiercią uczynił swoją następczynią jedyną córke Izabellę, wyznaczył jako regenta Konstantyna, który był głównodowodzącym armii królestwa.